# Edmund I van Engeland
Edmund (of Edmond) I (921 - Pucklechurch (South Gloucestershire), 26 mei 946), bijgenaamd de Geweldige of de Oudere, was koning van Engeland van 939 tot 946. Hij was een zoon van Eduard de Oudere en halfbroer van zijn voorganger Athelstan.
Edmund moest al snel na zijn aantreden het hoofd bieden aan militaire dreigingen. Koning Olaf I van Dublin veroverde Northumbria en de Midlands. Na Olafs dood, in 942 heroverde Edmund de Five Boroughs. Ook onderdrukte hij opstanden van de Denen in Mercia. De Viking aanvoerder Olaf Sitricson van Jorvik werd in 942 zijn petekind, en bleef Edmunds bondgenoot toen hij koning van Dublin werd. In 945 veroverde Edmund Strathclyde en gaf dit gebied aan Malcolm I van Schotland, in ruil voor zijn steun. Rond deze tijd probeerde hij ook de vrijlating van zijn neef Lodewijk IV van Frankrijk te bewerkstelligen, die door opstandige leenmannen gevangen was genomen. Edmunds pogingen en dreigementen maakten echter weinig indruk.
Edmund werd gedood tijdens een feest in zijn eigen verblijf door Leofa, een verbannen misdadiger, die bij het gevecht ook het leven liet. Edmund werd begraven in de abdij van Glastonbury. Hij werd opgevolgd door zijn broer Edred.
Edmund had twee bekende partners:
- Ælgifu (ca. 925 - na 943), dochter van Wynflæd, vrijwel zeker geen wettige echtgenote. Zij is begraven in de abdij van Shaftesbury en wordt vereerd als Sint Elgiva omdat ze gevangenen bezocht, kleding weggaf en lichamelijk lijden onderging. Haar feestdag is op 18 mei. Edmund en Ælgifu kregen twee zoons:
  - Edwy, koning van 955 tot 959
  - Edgar, koning van 959 tot 975
- Æthelflæd van Damerham (ovl. abdij van Shaftesbury, na 975), dochter van de ealdorman Ælfgar. Wordt in 943 vermeld als koningin als Edmund haar land schenkt in Hampshire en Dorset. Na de dood van Edmund werd ze non in de abdij van Shaftesbury, waar ze ook is begraven. Ze kregen geen kinderen.

## Voorouders
| Voorouders van Edmund I van Engeland | Voorouders van Edmund I van Engeland            | Voorouders van Edmund I van Engeland            | Voorouders van Edmund I van Engeland            | Voorouders van Edmund I van Engeland            | Voorouders van Edmund I van Engeland                      | Voorouders van Edmund I van Engeland                      | Voorouders van Edmund I van Engeland                      | Voorouders van Edmund I van Engeland                      |
| ------------------------------------ | ----------------------------------------------- | ----------------------------------------------- | ----------------------------------------------- | ----------------------------------------------- | --------------------------------------------------------- | --------------------------------------------------------- | --------------------------------------------------------- | --------------------------------------------------------- |
| Overgrootouders                      | Ethelwulf (800-858) ∞ Osburga (810–+/-855)      | Ethelwulf (800-858) ∞ Osburga (810–+/-855)      | Æthelred Mucil (?-?) ∞ Eadburh (?-?)            | Æthelred Mucil (?-?) ∞ Eadburh (?-?)            | ? (-) ∞ ? (–)                                             | ? (-) ∞ ? (–)                                             | ? (-) ∞ ? (–)                                             | ? (-) ∞ ? (–)                                             |
| Grootouders                          | Alfred de Grote (848-899) ∞ Ealhswith (852-905) | Alfred de Grote (848-899) ∞ Ealhswith (852-905) | Alfred de Grote (848-899) ∞ Ealhswith (852-905) | Alfred de Grote (848-899) ∞ Ealhswith (852-905) | Sigihelm, heer van Meopham, Cooling en Lenham (-) ∞ ? (–) | Sigihelm, heer van Meopham, Cooling en Lenham (-) ∞ ? (–) | Sigihelm, heer van Meopham, Cooling en Lenham (-) ∞ ? (–) | Sigihelm, heer van Meopham, Cooling en Lenham (-) ∞ ? (–) |
| Ouders                               | Eduard de Oudere (874/77-924) ∞ Eadgifu (-968)  | Eduard de Oudere (874/77-924) ∞ Eadgifu (-968)  | Eduard de Oudere (874/77-924) ∞ Eadgifu (-968)  | Eduard de Oudere (874/77-924) ∞ Eadgifu (-968)  | Eduard de Oudere (874/77-924) ∞ Eadgifu (-968)            | Eduard de Oudere (874/77-924) ∞ Eadgifu (-968)            | Eduard de Oudere (874/77-924) ∞ Eadgifu (-968)            | Eduard de Oudere (874/77-924) ∞ Eadgifu (-968)            |
| Edmund I van Engeland (922-946)      |                                                 |                                                 |                                                 |                                                 |                                                           |                                                           |                                                           |                                                           |

- Gemeinsame Normdatei: 1014632609
- International Standard Name Identifier: 0000 0000 3955 2954
- Library of Congress Control Number: nb2008005975
- Virtual International Authority File: 75847323
- WorldCat: E39PBJj8R8Q34y7pJhc6hhrXh3